# József Svidró
József Svidró es un deportista húngaro que compitió en piragüismo en la modalidad de aguas tranquilas. Ganó tres medallas en el Campeonato Mundial de Piragüismo entre los años 1970 y 1977.

## Palmarés internacional
| Campeonato Mundial | Campeonato Mundial     | Campeonato Mundial | Campeonato Mundial |
| Año                | Lugar                  | Medalla            | Competición        |
| ------------------ | ---------------------- | ------------------ | ------------------ |
| 1970               | Copenhague (Dinamarca) | Medalla de bronce  | K1 4 × 500 m       |
| 1975               | Belgrado (Yugoslavia)  | Medalla de oro     | K1 4 × 500 m       |
| 1977               | Sofía (Bulgaria)       | Medalla de bronce  | K2 500 m           |